# سد إيتايبو

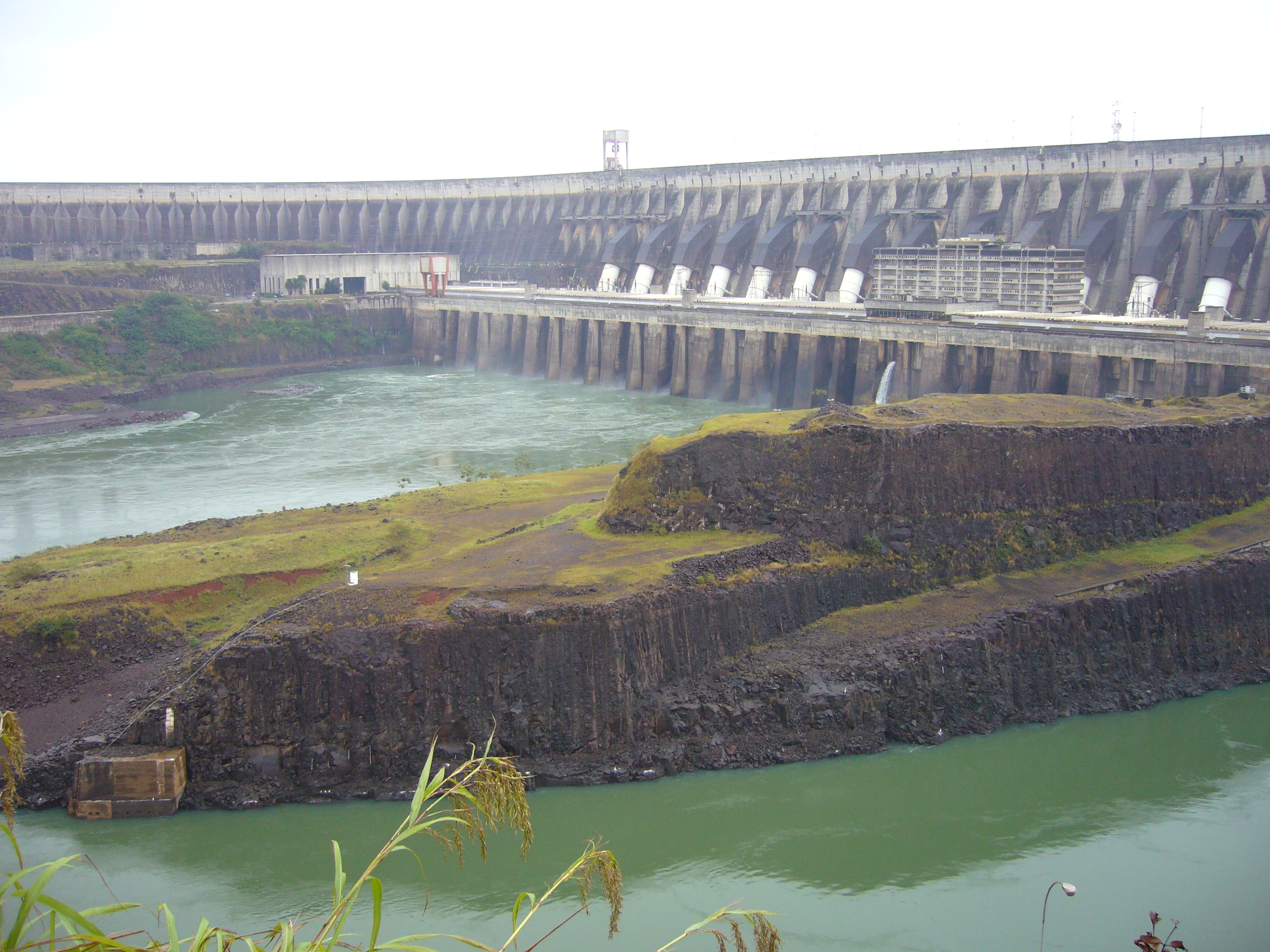
سد إيتايبو

سد إيتايبو (بالبرتغالية:Itaipu) و (الإسبانية:Itaipú)، الاسم الرسمي هو Usina Hidrelétrica Itaipu Binacional هو سد يقع على نهر البارانا على الحدود الواقعة بين البرازيل والباراغواي، وقد بني بين البلدين في الفترة ما بين 1975- 1982، حيث انه في تلك الفترة كان الحكم ديكتاتوريا عسكريا، سمي السد بايتايبو نسبة للجزيرة الصغيرة التي كانت موجودة في الموقع قبل بدء العمل والبناء بالسد. ايتايبو تعني «الضوضاء التي يصنعها الماء عند اصطدامها بالصخرة» حيث ان ITA تعني (الحجر)،y تعني (الماء) وpu تعني (الضوضاء).
يوجد في سد إيتايبو واحدة من أكبر محطات توليد الطاقة الكهرومائية في العالم حيث يبلغ عدد المحركات التي تولد الطاقة الكهربائية عشرين محركاً تدار بالماء وتنتج طاقة بمقدار 94.68 مليار كيلو واط وهو بتوليده لهذا القدر من الطاقة فهو يسد احتياج الباراغواي من الطاقة بنسبة 93% بينما يغذي البرازيل بـ 20 % من طاقتها.
Itaipu Binacional هي الشركة المشغلة للمصنع. وهي كيان ثنائي القومية تابعة لجمهورية البرازيل الاتحادية وجمهورية باراغواي. وقد أنشئت بموجب معاهدة إيتايبو لتشغيل محطة لتوليد الطاقة الكهرومائية. وهي تعتبر من الشركات الرائدة في العالم في مجال الطاقة المتجددة، بعد أن أنتجت أكثر من 2.3 مليار ميجاوات منذ بداية عملها
مقارنة مع سد الممرات الثلاث في الصين، التي تنتج نحو 800 مليون ميجاوات في الساعة منذ بداية عملها، مع قدرة (22,500 ميجا وات)- أعلى ب 60٪ من القدرة في إيتايبو (14000 ميجاوات).
لذلك تعتبر ايتايبو المحطة الثانية في العالم من حيث الإنتاج السنوي للطاقة الكهربائية، بعد سد الممرات الثلاث الذي يعتبر في المركز الأول. والتي أنتجت في عام 2014، 98.8 مليون ميجاوات (,MWh) وهو ما يعادل 0.2٪ أكثر من الرقم القياسي السابق الذي حققته إيتايبو والبالغ (98.6 مليون ميجاوات (MWh) في عام 2013).
وراء السد يوجد بحيرة ايتايبو لتخزين الماء –حيث تبلغ مساحتها 1350 كيلو مترا مربعاً والتي تمتد من فوز دي ايغواسو في البرازيل وحتى سويداد ديل استا في الباراغواي.
يعتبر مشروع السد انجازاً ثنائي القومية التي تديرها البرازيل وباراجواي على نهر بارانا في الحدود ما بين البلدين. القدرة المركبة لتوليد محطة للطاقة هو 14 جيجاواط، مع 20 وحدة توليد والتي توفر كل وحدة منها 700 ميغاواط.
10 وحدات هي بتردد 50 هرتز تصنيف الطاقة من 823.6 MVA، عامل قوة 0.85 ووزن 3343 طن. وتملكها الباراغواي.
10 وحدات هي بتردد 60 هرتز تصنيف الطاقة من 737.0 MVA، عامل قوة 0.95 ووزن 3242 طن. وتملكها البرازيل.
في عام 1995 كان سد إيتايبو جزء من القائمة الرسمية للمرشحين لعجائب الدنيا السبع في العالم والتي صممت من قبل مجلة في الولايات المتحدة، ولكنه لم يفز باللقب.
| السنة   | عدد الوحدات (المحركات) المثبتّة | جيجا واط  |
| ------- | ------------------------------ | --------- |
| 1984    | 0–2                            | 277       |
| 1985    | 2–3                            | 6,327     |
| 1986    | 3–6                            | 21,853    |
| 1987    | 6–9                            | 35,807    |
| 1988    | 9–12                           | 38,508    |
| 1989    | 12–15                          | 47,230    |
| 1990    | 15–16                          | 53,090    |
| 1991    | 16–18                          | 57,517    |
| 1992    | 18                             | 52,268    |
| 1993    | 18                             | 59,997    |
| 1994    | 18                             | 69,394    |
| 1995    | 18                             | 77,212    |
| 1996    | 18                             | 81,654    |
| 1997    | 18                             | 89,237    |
| 1998    | 18                             | 87,845    |
| 1999    | 18                             | 90,001    |
| 2000    | 18                             | 93,428    |
| 2001    | 18                             | 79,307    |
| 2002    | 18                             | 82,914    |
| 2003    | 18                             | 89,151    |
| 2004    | 18                             | 89,911    |
| 2005    | 18                             | 87,971    |
| 2006    | 19                             | 92,690    |
| 2007    | 20                             | 90,620    |
| 2008    | 20                             | 94,684    |
| 2009    | 20                             | 91,651    |
| 2010    | 20                             | 87,970    |
| 2011    | 20                             | 92,245    |
| 2012    | 20                             | 98,287    |
| 2013    | 20                             | 98,630    |
| 2014    | 20                             | 87,795    |
| 2015    | 20                             | 89,200    |
| المجموع | 20                             | 2,223,480 |

## لمحة تاريخية

### المفاوضات بين البرازيل والباراغواي
جاء بناء سد ايتايبوبعد مفاوضات مكثفة بين البلدين خلال عشر سنوات، بدأت في سنة 1960 . في 22 يوليو 1966، وقع وزراء خارجية كل من البرازيل، Juracy ماجالهايس، والباراغواي القس سابينا، Sapena - "قانون دو إيغواسو" بيانا مشتركا ذات الاهتمام المشترك لدراسة استخدام الموارد المائية للبلدين، الذي يمتد على ضفاف نهر البارانا وبما في ذلك جويرا وحتى مصب نهر إيغواسو ". وفي عام 1973 وقعت المعاهدة على بدء بناء محطة توليد الطاقة الكهربائية.
شروط المعاهدة، التي تنتهي في عام 2023، كانت موضع استياء واسع النطاق في باراغواي. حيث تعهدت حكومة الرئيس فرناندو لوغو لاعادة التفاوض على شروط المعاهدة مع البرازيل، التي ظلت لفترة طويلة معادية لأي إعادة التفاوض.
وفي يوليو 2009 وبعد مجرد ثلاثة أسابيع من توليه رئاسة باراغواي، قرر فرناندو لوغو -الأسقف الكاثوليكي الذي أوقفه الفاتيكان عن مهامه الدينية لخوضه الانتخابات-، مطالبة حكومة البرازيل بمضاعفة نصيب بلاده من عوائد الطاقة الكهربائية التي يولدها سد إيتايبو، بحوالي تسعة أضعاف القدر الحالي، وبحقها في بيع حصتها من فائض إستهلاكها منها إلي دول أخرى، على عكس الإتفاقية السارية بين البلدين.
حيث تنص الإتفاقية الثنائية بين البرازيل وباراغواي بشأن توزيع الطاقة الكهربائية التي ينتجها سد إيتايبو، علي أن تتقاسم البلدان بالتساوي، إجمالي هذا الإنتاج الذي بلغ 14,000 ميغاوات في مايو 2007، ولكن شريطة أن تبيع باراغواي فائض حصتها بعد الإستهلاك المحلي إلي البرازيل دون غيرها.
كما تنص هذه الإتفاقية المبرمة في 1973 والسارية حتي 2023، علي ضرورة مرور فترة خمس سنوات بين طلب باراغاواي زيادة حصتها المخصصة لإستهلاكها المحلي، وبين حصولها علي هذه الزيادة.
وتستهلك باراغواي حاليا مجرد 400 مليون ميغاوات، وتلزمها الإتفاقيات الثنائية السارية ببيع فائض نصيبها من إنتاج السد إلي البرازيل فقط. ويبلغ هذا الفائض 46 مليون ميغاوات/ ساعة، تحصل باراغواي من البرازيل مقابلها علي مجرد 400 مليون دولار في السنة.
لكنه لو باعت باراغواي فائضها بسعر 80 دولار للميغاوات/ساعة، وهو السعر في أسواق الطاقة في البرازيل، لحصلت علي نحو 3,500 مليون دولار.

### تغيير مسار نهر البارانا واتفاق ثلاثي بين البرازيل والباراغواي والأرجنتين
في 14 تشرين الأول عام 1978، فتحت قناة تحويل مجرى نهر بارانا، وذلك لتجفيف منطقة مجرى النهر الأصلي هناك، ليتم بناء السد الرئيسي باستعمال الاسمنت. معلما هاما آخر في المجال الدبلوماسي، وكان التوقيع على الاتفاق الثلاثي بين البرازيل وباراغواي والأرجنتين، في 19 أكتوبر 1979، وذلك لاستخدام الموارد الهيدروليكية على امتداد نهر بارانا من شلالات سبعة إلى مصب نهر بليت. في ذلك الوقت، عندما كان يحكم الدول الثلاث من قبل الديكتاتوريات العسكرية، كان هناك تخوفات من أن البرازيل ستدخل في صراع محتمل مع الأرجنتين، والتي سوف تفتح الباب على مصراعيه في إيتايبو، مما سيؤدي إلى رفع مستويات المياه في ريفر بليت واغراق مدينة بوينس آيرس.
ومع ذلك، إذا كان هناك خلل في سد إيتايبو، فان كمية الماء الكبيرة سوف تسقط في قناة عميقة في جانب نهر بارانا على بعد بضعة كيلومترات بعد السد وبذلك تبقى الأرجنتين محمية من قبل المصنع سد Yacyretá والذي يقع 400 km أدناه.

## احصائيات

### بناء محطة توليد الطاقة

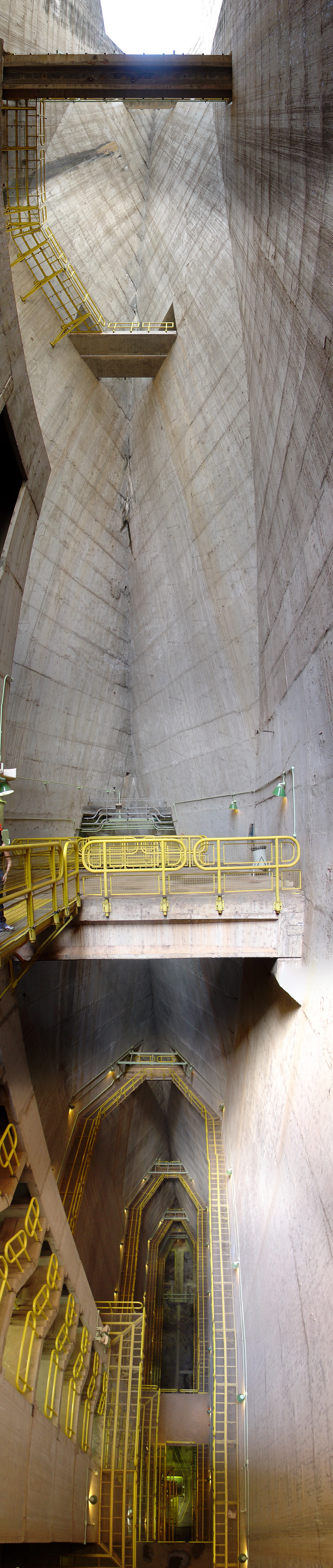
مساحة مجوفة في بناء السد

بدأت عملية بناء السد في يناير 1975 والتي استمرت حتى سنة 1982 حيث عمل في بناؤه ما يقارب ال 40000 عاملا. استخدم في بناء سد ايتايبو من الحديد ما يكفي لبناء 380 برج مثل برج ايفل بفرنسا.
ويوجد به من الاسمنت مايزيد عن بناء خمسة سدود مثل سد هوفر العملاق بالولايات المتحدة أو يكفي لبناء 210 ملعب مثل ملعب الماراكانا بالبرازيل الأكبر في العالم.

### تشكيل بحيرة التخزين
بدأ تشكيل بحيرة تخزين المحطة التي سيتم بناؤها في 13 أكتوبر 1982 , وخلال تشكيل بحيرة التخزين، شكلت فرق من قطاع إيتايبو البيئي ضمن عملية أطلق عليها Mymba Kuera والتي تعني «الصيد والحيوان» وذلك من اجل انقاذ مئات الانواع من الحيوانات المهدده بالغرق في تلك المنطقة التي سيتم غمرها بالماء لانشاء بحيرة التخزين.
عندما تم الانتهاء من عملية بناء السد أغلقت ابواب قناة الانحراف. خلال هذه الفترة، وتحديدا في في الساعة 10:00 صباحا في يوم 27 أكتوبر وارتفعت المياه 100 مترا، وبلغت بوابات المفيض وذلك بسبب الأمطار الغزيرة والفيضانات التي حدثت في ذلك الوقت. في 5 مايو 1984، دخل حيز التنفيذ وحدة توليد الطاقة الأولى – التوربينا في إيتايبو. حيث تم تثبيت 20 وحدة توليد بمعدل 2-3 سنويا.
بدأ تشغيل آخر وحدتين من اصل 20 وحدة توليد بين سبتمبر 2006 ومارس 2007، وبذلك وصلت القدرة المركبة في إيتايبو إلى 14000 ميجاوات من خلال استكمال تنفيذ العمل. حيث تصل قوة كل وحدة توليد (التوربينات والمولدات) إلى 700 MW ميغاواط.

### اقسام السد الأساسية
يبلغ طول السد 7919 متر. الارتفاع للقمة هو 225 متر. ويصل ارتفاع السد الرئيسي ال 196 مترا، وهو ما يعادل مبنى ب 65 طبقة يتكون سد إيتايبو من ستة اقسام اساسية: سد في الجانب الأيمن، السد الرئيسي، بنية تحويل، سد ترابي من الجهة اليمنى، سد ركامى وسد ترابي من الجهة اليسرى.
يصل الحد الاقصى لتدفق الماء في إيتايبو إلى 62200 متر مكعب من المياه في الثانية، وهو ما يعادل 40 ضعف متوسط تدفق شلالات إيغواسو. تدفق اثنين من توربينات من إيتايبو (700 متر مكعب من المياه في الثانية لكل منهما) يتوافق تقريبا مع متوسط تدفق شلالات إيغواسو (حوالي 1500 متر مكعب من المياه في الثانية الواحدة).
.
تعتبر الكهرباء الناتجة من سد ايتايبو أرخص بنسبة 55٪ من الكهرباء الناتجة من أنواع أخرى من محطات توليد الطاقة في المنطقة.

## الآثار الاجتماعية والبيئية
عندما بدأ بناء السد، شرد حوالي 10,000 أسرة تعيش بجوار نهر بارانا، بسبب البناء.
أكبر شلال في العالم من حيث الحجم، «جويرا» ابتلعه خزان إيتايبو الذي شكّل حديثا. وقامت الحكومة البرازيلية بازالة حديقة شلالات جويرا الوطنية، وفجّرت باستخدام الديناميت جميع الصخور وذلك لتسهيل التنقل وبالتالي القضاء على إمكانيات تكوين شلالات أخرى في المستقبل. وقبل بضعة أشهر من امتلاء الخزان، قتل 80 شخصا عندما انهار جسر مكتظ بالسياح والذي يطل على الشلالات، حيث ارادوا القاء النظرة الأخيرة على الشلالات.

## البرازيل تحت ظلام دامس 2009
في 10 نوفمبر 2009 تعطلت خطوط النقل في ايتايبو ربما بسبب عاصفة التي ادت إلى إتلاف ثلاثة خطوط النقل ذات الجهد العالي. مما أدى إلى انقطاع الكهرباء وتخييم الظلام الدامس على مساحات شاسعة من وسط وجنوب البرازيل فغرق عشرات الملايين من سكان مدينتي ساو باولو وريو دي جانيرو لأكثر من ساعتين في الظلام.
وقد تسببت الحادثة في انقطاع إمدادات الطاقة مما أدى إلى فقدان الشبكة لنحو 18 ألف ميغاواط حيث تعادل الكمية المفقودة من الكهرباء الكمية المطلوبة لإنارة ولاية ساو باولو بسكانها العشرين
مليوناً.
وقد انقطعت الكهرباء أيضا في أنحاء من باراغواي وأوروغواي المجاورتين أيضا

## وصلات خارجية
- موقع شركة إيتايبو
- مقدمة نسخة محفوظة 20 أكتوبر 2004 على موقع واي باك مشين.
- تحويل الطاقة نسخة محفوظة 19 فبراير 1999 على موقع واي باك مشين.
- تكييف القوة نسخة محفوظة 19 مايو 2016 at the Portugese Web Archive
- نظام نقل الحركة في إيتايبو نسخة محفوظة 12 مارس 2007 at Archive.is
- ألستون، أحد مصممي المحركات لهذا المشروع
- إي إل سي-المستشار الإلكتروني
- فوايث-سيمنس مولد الطاقة المائية، أحد مصممي المحركات لهذا المشروع